# Дюпон де Немур, Элетер Ирене
Элете́р Ирене́ Дюпо́н (фр. Éleuthère Irénée du Pont de Nemours, 24 июня 1771 года, Париж — 31 октября 1834 года, Филадельфия, Пенсильвания) — химик и промышленник, основатель и первый президент DuPont.
Элетер Ирене родился в Париже в семье Пьера Самюэля Дюпона де Немура, известного французского экономиста и политического деятеля, представителя школы физиократов. В молодости работал вместе с Антуаном Лавуазье, у которого приобрёл навыки в работе с нитратами, что пригодилось ему при создании будущей корпорации. Так же он работал на производстве пороха и селитры.
Дюпоны поддержали Французскую революцию, но во время восстания 10 августа он вместе со своим отцом защищал Тюильри и королевскую семью от революционной толпы. От репрессий Дюпонов спас Термидорианский переворот. Во время фрюктидорского переворота в 1797 году дом Дюпонов был осаждён толпой. Это вынудило семейство эмигрировать за океан. Там Элетер Ирене создал в 1802 году компанию E. I. du Pont de Nemours and Company, сегодня ставшую гигантом DuPont. Строительство завода по производству пороха относится к 1802 году, а уже через два года Дюпоны продавали порох, сразу завоевав американский рынок благодаря отличному качеству своей продукции. 
В последующие десятилетия спрос на порох Дюпонов рос год от года: он был нужен не только для военных действий, которые вела Америка, но и для бурно развивающегося национального хозяйства.